# Guertchikovo
Guertchikovo (Герчиково) est un château néoclassique situé en Russie au village de Guertchiki dans le raïon de Smolensk (anciennement ouiezd de Krasny), à 25 kilomètres de Smolensk.

## Historique
Après la prise de Smolensk en 1654, pendant la guerre russo-polonaise de 1654-1657 contre la république des Deux Nations, le tzar Alexis Mikhaïlovitch fait don des terres de Guertchiki à son général écossais, Leslie of Auchintoul, qui dirigea le siège de Smolensk et en devient le premier gouverneur.
En 1769-1774, un descendant du général, Ivan Vassilievitch Leslie, fait construire au village l'église de la Sainte-Trinité et des bâtiments de maîtres. Sa fille, Praxovie, épouse M. A. Korboutovski, qui reconstruit une demeure seigneuriale en style néoclassique avec une mezzanine au-dessus d'un portique ionique. Une nouvelle église de pierre est construite au village en 1808 (à demi en ruines aujourd'hui). Un parc paysager à l'anglaise est aménagé avec des étangs artificiels.
Dans les années 1860, le domaine qui passe aux Polianski comptait plus de mille déciatines de terre avec une ferme modèle. En 1904, le domaine appartient au prince Mechtcherski, agronome de renom. C'est ici que naît son fils, Nikita Mechtcherski (1906-1987), futur linguiste. Le domaine est vendu au sculpteur Vladimir Beklemichev en 1914.
En 1918, le domaine est nationalisé des suites de la révolution d'Octobre. La demeure abrite une école et à partir de 1986 une maison de convalescence. Une partie du parc est conservée, mais en piètre état. Au XXIe siècle, ce qui reste du domaine, ainsi que le petit château est vendu à un propriétaire privé et il est restauré pour en faire un hôtel de style « relais et châteaux », sous le nom d'Hôtel Lafer. L'intérieur est entièrement refait.

## Source de la traduction
- (ru) Cet article est partiellement ou en totalité issu de l’article de Wikipédia en russe intitulé « Герчиково » (voir la liste des auteurs).